# Danijel Alpha
Danijel Alpha, egentligen Daniel Wernedal, född 15 oktober 1971, är en svensk musikproducent och DJ från Stockholm. Musiken han producerar kan huvudsakligen kategoriseras som house och techno.
Sedan början av 1990-talet har Danijel Alpha arbetat med svenska producenter som bland andra Cari Lekebusch, Jean-Luis Huhta, Niklas Mascher, Johan Afterglow och Robin Crafoord. Danijel Alpha har släppt musik under andra alias däribland Wot'eva, Mr. Werne, DB Cooper och 413 tillsammans med Jean-Luis Huhta.
Danijel Alpha driver även skivbolaget Weyland-Yutani.